# أرمور كينغ
أرمور كينغ (باليابانية: アーマー・キング، بالروماجي: Āmā Kingu)، كان منافس كينغ عندما عندما كان هذا الأخير لايزال مصارعاً عديم الخبرة. أصيبت إحدى عينيه أثناء مباراة مع كينغ. اختفى ٍأرمور كينغ من ساحة لوتشا الرسمية للمصارعة الحرة لكنه أظهر قوة غير تنافسية في قتالات غامضة.
عندما هرب منافسه وصديقه كينغ، وأصبح مدمناً للخمر، أصبح أرمور كينغ قلقاً، وتدخل في الوقت المناسبكما كان كينغ على حافة الانهيار. وعثر على كينغ مذهولاً وفي حالة سكر في زقاق، وأقنعه بالعودة إلى روح المنافسة ودخول البطولة الثانية.
بعد عدة سنوات، هوجم كينغ وقُتل على يد أوغر، رأى أرمور كينغ مصارعاً يرتدي قناع يغور ويدخل حلبة المصارعة من أجل إنقاذ دار الأيتام، وقرر تدريبه ليصبح «كينغ» الثاني.
قبل بطولة ملك القبضة الحديدية 4، بدأ كريغ ماردك حانة مشاجرة في أريزونا، وقتل أرمور كينغ فيها. هذا هو مدى مشاركته في هذه اللعبة، حيث أنه لم يقدم ظهوراً فعلياً، ولكن بدلاً من ذلك أصبح سبب دخول كينغ للبطولة، من أجل الانتقام.
أظهرت لعبة تيكن 5 ظهور أرمور كينغ، لكن اللعبة التي لحقتها، تيكن 6، كشفت بأنه الأخ الأصغر لأرمور كينغ الحقيقي.

## وصلات خارجية
- تيكن ويكي
- تيكنبيديا الإنجليزية